# Campeonato Sudamericano de Baloncesto Femenino Sub-17 de 2009
El Campeonato Sudamericano de baloncesto Femenino Sub-17 de 2009 corresponde a la XV edición del Campeonato Sudamericano de Baloncesto Femenino Sub-17, que es organizado por FIBA Americas. Fue disputado en Santiago de Chile,  Chile entre el 22 y el 28 de octubre de 2009 y clasificó a 3 equipos al Fiba Americas Femenino Sub-18 2010.

## Grupo único
|   | Equipo    | Pts | J | G | P | PF  | PC  | Dif |
| - | --------- | --- | - | - | - | --- | --- | --- |
| 1 | Brasil    | 12  | 6 | 6 | 0 | 384 | 313 | 71  |
| 2 | Chile     | 11  | 6 | 5 | 1 | 366 | 344 | 22  |
| 3 | Argentina | 10  | 6 | 4 | 2 | 355 | 305 | 50  |
| 4 | Ecuador   | 9   | 6 | 3 | 3 | 390 | 343 | 47  |
| 5 | Venezuela | 7   | 6 | 1 | 5 | 363 | 441 | -78 |
| 6 | Paraguay  | 7   | 6 | 1 | 5 | 378 | 433 | -55 |
| 6 | Colombia  | 7   | 6 | 1 | 5 | 310 | 367 | -57 |

| 22 de octubre, 17:00                | Argentina                           | 62 - 55                              | Paraguay          |  |
| Reporte                             |                                     |                                      |                   |  |
| Parciales: 7-12, 18-25, 21-12, 16-6 | Parciales: 7-12, 18-25, 21-12, 16-6 | Parciales: 7-12, 18-25, 21-12, 16-6  | Santiago de Chile |  |
| Diana Maria Cabrera 18 puntos       | Pts                                 | Astrid Giselle Huttemann 22 puntos   | Santiago de Chile |  |
| Diana Maria Cabrera 13 rebotes      | Rebs                                | Astrid Giselle Huttemann 7 rebotes   | Santiago de Chile |  |
| Melisa Gretter 4 asistencias        | Asists                              | Maria Carolina Caraves 3 asistencias | Santiago de Chile |  |

| 22 de octubre, 19:00                 | Chile                                | 60-50                                | Colombia          |  |
| Reporte                              |                                      |                                      |                   |  |
| Parciales: 10-16, 14-16, 16-7, 20-11 | Parciales: 10-16, 14-16, 16-7, 20-11 | Parciales: 10-16, 14-16, 16-7, 20-11 | Santiago de Chile |  |
| Fernanda Paz Mansilla 16 puntos      | Pts                                  | Luz Yadira Asprilla 14 puntos        | Santiago de Chile |  |
| Javiera Alejandra Morales 12 rebotes | Rebs                                 | Luz Yadira Asprilla 12 rebotes       | Santiago de Chile |  |
| Fernanda Paz Mansilla 3 asistencias  | Asists                               | Laiza Lorena Rodríguez 4 asistencias | Santiago de Chile |  |

| 22 de octubre, 21:00                 | Ecuador                              | 94 - 65                                | Venezuela         |  |
| Reporte                              |                                      |                                        |                   |  |
| Parciales: 25-5, 21-19, 22-23, 26-18 | Parciales: 25-5, 21-19, 22-23, 26-18 | Parciales: 25-5, 21-19, 22-23, 26-18   | Santiago de Chile |  |
| Maria Daniela Mora 36 puntos         | Pts                                  | Walesca Alejandra Perez 11 puntos      | Santiago de Chile |  |
| Maria Daniela Mora 16 rebotes        | Rebs                                 | Kessi Juranit Ford 11 rebotes          | Santiago de Chile |  |
| Doris Fernanda Lasso 5 asistencias   | Asists                               | Angeli Andreína Frontado 3 asistencias | Santiago de Chile |  |

| 23 de octubre, 17:00                 | Ecuador                            | 43 - 65                            | Argentina         |  |
| Reporte                              |                                    |                                    |                   |  |
| Parciales: 18-7, 4-14, 15-21, 6-23   | Parciales: 18-7, 4-14, 15-21, 6-23 | Parciales: 18-7, 4-14, 15-21, 6-23 | Santiago de Chile |  |
| Yoselyn Carolina Escalante 16 puntos | Pts                                | Florencia Llorente 18 puntos       | Santiago de Chile |  |
| Maria Daniela Mora 9 rebotes         | Rebs                               | Diana Maria Cabrera 24 rebotes     | Santiago de Chile |  |
| Doris Fernanda Lasso 1 asistencia    | Asists                             | Diana Maria Cabrera 4 asistencias  | Santiago de Chile |  |

| 23 de octubre, 19:00                  | Chile                               | 51 - 58                             | Brasil            |  |
| Reporte                               |                                     |                                     |                   |  |
| Parciales: 16-17, 9-10, 9-15, 17-16   | Parciales: 16-17, 9-10, 9-15, 17-16 | Parciales: 16-17, 9-10, 9-15, 17-16 | Santiago de Chile |  |
| Fernanda Andrea Serrano 12 puntos     | Pts                                 | Damiris Dantas Do Amaral 26 puntos  | Santiago de Chile |  |
| Fernanda Andrea Serrano 6 rebotes     | Rebs                                | Damiris Dantas Do Amaral 26 rebotes | Santiago de Chile |  |
| Fernanda Andrea Serrano 2 asistencias | Asists                              | Jennifer Sirtoli 3 rebotes          | Santiago de Chile |  |

| 23 de octubre, 21:00                | Colombia                            | 52 - 58                               | Venezuela         |  |
| Reporte                             |                                     |                                       |                   |  |
| Parciales: 11-18, 9-9, 14-19, 18-12 | Parciales: 11-18, 9-9, 14-19, 18-12 | Parciales: 11-18, 9-9, 14-19, 18-12   | Santiago de Chile |  |
| Myrian Alejandra Alonso 11 puntos   | Pts                                 | Walesca Alejandra Perez 15 puntos     | Santiago de Chile |  |
| Libia Elvira de la Rosa 12 rebotes  | Rebs                                | Ayalexis Carolina Ilarraza 16 rebotes | Santiago de Chile |  |
| Clary Daniela Munñoz 2 asistencias  | Asists                              | Walesca Alejandra Perez 4 asistencias | Santiago de Chile |  |

| 24 de octubre, 17:00                 | Brasil                               | 70 - 62                              | Paraguay          |  |
| Reporte                              |                                      |                                      |                   |  |
| Parciales: 15-8, 16-19, 18-20, 21-15 | Parciales: 15-8, 16-19, 18-20, 21-15 | Parciales: 15-8, 16-19, 18-20, 21-15 | Santiago de Chile |  |
| Damiris Dantas Do Amaral 36 puntos   | Pts                                  | Astrid Giselle Huttemann 22 puntos   | Santiago de Chile |  |
| Damiris Dantas Do Amaral 22 rebotes  | Rebs                                 | Ana Belen Vallejos 8 rebotes         | Santiago de Chile |  |
| Carina Dos Santos 4 asistencias      | Asists                               | Maria Costanza Abente 2 asistencias  | Santiago de Chile |  |

| 24 de octubre, 19:00                  | Argentina                             | 63 - 60                               | Venezuela         |  |
| Reporte                               |                                       |                                       |                   |  |
| Parciales: 15-12, 10-25, 14-10, 24-13 | Parciales: 15-12, 10-25, 14-10, 24-13 | Parciales: 15-12, 10-25, 14-10, 24-13 | Santiago de Chile |  |
| Natasha Spiatta 16 puntos             | Pts                                   | Waleska Alejandra Perez 16 puntos     | Santiago de Chile |  |
| Diana Maria Cabrera 13 rebotes        | Rebs                                  | Ayalexis Carolina Ilarraza 23 rebotes | Santiago de Chile |  |
| Melisa Gretter 5 asistencias          | Asists                                | Waleska Alejandra Perez 3 asistencias | Santiago de Chile |  |

| 24 de octubre, 21:00                 | Ecuador                              | 66 - 48                              | Colombia          |  |
| Reporte                              |                                      |                                      |                   |  |
| Parciales: 14-9, 18-11, 16-15, 18-13 | Parciales: 14-9, 18-11, 16-15, 18-13 | Parciales: 14-9, 18-11, 16-15, 18-13 | Santiago de Chile |  |
| Maria Daniela Mora 21 puntos         | Pts                                  | Luz Yadira Asprilla 9 puntos         | Santiago de Chile |  |
| Maria Daniela Mora 11 rebotes        | Rebs                                 | Luz Yadira Asprilla 13 rebotes       | Santiago de Chile |  |
| Maria Daniela Mora 3 asistencias     | Asists                               | Clary Daniela Munos 2 asistencias    | Santiago de Chile |  |

| 25 de octubre, 17:00                  | Paraguay                              | 69 - 66                               | Venezuela         |  |
| Reporte                               |                                       |                                       |                   |  |
| Parciales: 14-18, 18-17, 15-16, 22-15 | Parciales: 14-18, 18-17, 15-16, 22-15 | Parciales: 14-18, 18-17, 15-16, 22-15 | Santiago de Chile |  |
| Maria Carolina Caraves 33 puntos      | Pts                                   | Waleska Alejandra Perez 13 puntos     | Santiago de Chile |  |
| Maria Carolina Caraves 10 rebotes     | Rebs                                  | Nohemi Landaeta Silva 10 rebotes      | Santiago de Chile |  |
| Maria Carolina Caraves 3 asistencias  | Asists                                | Nohemi Landaeta Silva 3 asistencias   | Santiago de Chile |  |

| 25 de octubre, 19:00                  | Chile                               | 49 - 48                                   | Ecuador           |  |
| Reporte                               |                                     |                                           |                   |  |
| Parciales: 7-8, 16-12, 12-13, 14-15   | Parciales: 7-8, 16-12, 12-13, 14-15 | Parciales: 7-8, 16-12, 12-13, 14-15       | Santiago de Chile |  |
| Javiera Alejandra Morales 16 puntos   | Pts                                 | Maria Daniela Mora 15 puntos              | Santiago de Chile |  |
| Francisca Soledad Rojas 12 rebotes    | Rebs                                | Maria Daniela Mora 22 rebotes             | Santiago de Chile |  |
| Francisca Soledad Rojas 3 asistencias | Asists                              | Yoselyn Carolina Escarlante 6 asistencias | Santiago de Chile |  |

| 25 de octubre, 21:00                 | Brasil                               | 48 - 44                              | Colombia          |  |
| Reporte                              |                                      |                                      |                   |  |
| Parciales: 11-16, 11-8, 11-10, 15-10 | Parciales: 11-16, 11-8, 11-10, 15-10 | Parciales: 11-16, 11-8, 11-10, 15-10 | Santiago de Chile |  |
| Mariana Pozzatti 14 puntos           | Pts                                  | Luz Yadira Asprilla 12 puntos        | Santiago de Chile |  |
| Damiris Dantas Do Amaral 14 rebotes  | Rebs                                 | Luz Yadira Asprilla 14 rebotes       | Santiago de Chile |  |
| Carina Dos Santos 3 asistencias      | Asists                               | Ana Maria Garcia 3 rebotes           | Santiago de Chile |  |

| 26 de octubre, 17:00               | Argentina                          | 60 - 37                               | Colombia          |  |
| Reporte                            |                                    |                                       |                   |  |
| Parciales: 22-8, 11-4, 16-16, 11-9 | Parciales: 22-8, 11-4, 16-16, 11-9 | Parciales: 22-8, 11-4, 16-16, 11-9    | Santiago de Chile |  |
| Natasha Spiatta 12 puntos          | Pts                                | Ana Maria Garcia 11 puntos            | Santiago de Chile |  |
| Diana Maria Cabrera 15 rebotes     | Rebs                               | Mery Stephanie Benavides 6 rebotes    | Santiago de Chile |  |
| Natasha Spiatta 2 asistencias      | Asists                             | Mery Stephanie Benavides 1 asistencia | Santiago de Chile |  |

| 26 de octubre, 19:00                  | Chile                                 | 74 - 68                               | Paraguay          |  |
| Reporte                               |                                       |                                       |                   |  |
| Parciales: 24-18, 15-16, 17-14, 18-20 | Parciales: 24-18, 15-16, 17-14, 18-20 | Parciales: 24-18, 15-16, 17-14, 18-20 | Santiago de Chile |  |
| Javiera Alejandra Morales 21 puntos   | Pts                                   | Maria Carolina Caraves 27 puntos      | Santiago de Chile |  |
| Francisca Soledad Rojas 11 rebotes    | Rebs                                  | Maria Carolina Caraves 15 rebotes     | Santiago de Chile |  |
| Fernanda Andrea Serrano 5 asistencias | Asists                                | Maria Carolina Caraves 4 asistencias  | Santiago de Chile |  |

| 26 de octubre, 21:00                  | Brasil                                | 67 - 57                               | Ecuador           |  |
| Reporte                               |                                       |                                       |                   |  |
| Parciales: 15-14, 12-17, 13-11, 27-15 | Parciales: 15-14, 12-17, 13-11, 27-15 | Parciales: 15-14, 12-17, 13-11, 27-15 | Santiago de Chile |  |
| Damiris Dantas Do Amaral 18 puntos    | Pts                                   | Yoselyn Carolina Escalante 21 puntos  | Santiago de Chile |  |
| Damiris Dantas Do Amaral 18 rebotes   | Rebs                                  | Yoselyn Carolina Escalante 12 rebotes | Santiago de Chile |  |
| Aruzha Michaski 5 asistencias         | Asists                                | Doris Fernanda Lasso                  | Santiago de Chile |  |

| 27 de octubre, 17:00                    | Paraguay                             | 49 - 82                              | Ecuador           |  |
| Reporte                                 |                                      |                                      |                   |  |
| Parciales: 6-14, 12-19, 16-30, 15-19    | Parciales: 6-14, 12-19, 16-30, 15-19 | Parciales: 6-14, 12-19, 16-30, 15-19 | Santiago de Chile |  |
| Maria Carolina Caraves 15 puntos        | Pts                                  | Yoselyn Carolina Escalante 25 puntos | Santiago de Chile |  |
| Astrid Giselle Huttermann 12 rebotes    | Rebs                                 | Maria Daniela Mora 31 rebotes        | Santiago de Chile |  |
| Astrid Giselle Huttermann 2 asistencias | Asists                               | Maria Daniela Mora 2 asistencias     | Santiago de Chile |  |

| 27 de octubre, 19:00                  | Chile                                 | 62 - 59                               | Argentina         |  |
| Reporte                               |                                       |                                       |                   |  |
| Parciales: 12-12, 19-20, 14-14, 17-13 | Parciales: 12-12, 19-20, 14-14, 17-13 | Parciales: 12-12, 19-20, 14-14, 17-13 | Santiago de Chile |  |
| Francisca Soledad Rojas 18 puntos     | Pts                                   | Natasha Spiatta 16 puntos             | Santiago de Chile |  |
| Francisca Soledad Rojas 16 rebotes    | Rebs                                  | Diana Maria Cabrera 21 rebotes        | Santiago de Chile |  |
| Fernanda Andrea Serrano 2 asistencias | Asists                                | Natasha Spiatta 2 asistencias         | Santiago de Chile |  |

| 27 de octubre, 21:00                  | Venezuela                             | 53 - 93                               | Brasil            |  |
| Reporte                               |                                       |                                       |                   |  |
| Parciales: 11-20, 10-18, 18-30, 14-25 | Parciales: 11-20, 10-18, 18-30, 14-25 | Parciales: 11-20, 10-18, 18-30, 14-25 | Santiago de Chile |  |
| Waleska Alejandra Perez 13 puntos     | Pts                                   | Aline Cristina Texeira 13 puntos      | Santiago de Chile |  |
| Waleska Alejandra Perez 8 rebotes     | Rebs                                  | Aline Cristina Texeira 11 rebotes     | Santiago de Chile |  |
| Sharon Lucia Guzmán 3 asistencias     | Asists                                | Aruzha Michaski 2 asistencias         | Santiago de Chile |  |

| 28 de octubre, 17:00                 | Colombia                             | 79 - 75                              | Paraguay OT1= 12-12 OT2= 10-6 |  |
| Reporte                              |                                      |                                      |                               |  |
| Parciales: 12-7, 13-11, 20-22, 12-17 | Parciales: 12-7, 13-11, 20-22, 12-17 | Parciales: 12-7, 13-11, 20-22, 12-17 | Santiago de Chile             |  |
| Laiza Lorena Rodríguez 24 puntos     | Pts                                  | Astrid Giselle Huttermann 27 puntos  | Santiago de Chile             |  |
| Carolina Lopez 10 rebotes            | Rebs                                 | Maria Carolina Caraves 15 rebotes    | Santiago de Chile             |  |
| Laiza Lorena Rodríguez 4 asistencias | Asists                               | Ana Belen Vallejos 3 asistencias     | Santiago de Chile             |  |

| 28 de octubre, 19:00                 | Chile                                | 70 - 61                               | Venezuela         |  |
| Reporte                              |                                      |                                       |                   |  |
| Parciales: 15-15, 22-8, 17-22, 16-16 | Parciales: 15-15, 22-8, 17-22, 16-16 | Parciales: 15-15, 22-8, 17-22, 16-16  | Santiago de Chile |  |
| Francisca Soledad Rojas 21 puntos    | Pts                                  | Waleska Alejandra Perez 27 puntos     | Santiago de Chile |  |
| Francisca Soledad Rojas 11 rebotes   | Rebs                                 | Waleska Alejandra Perez 12 rebotes    | Santiago de Chile |  |
| Rocio Dieguez 4 asistencias          | Asists                               | Edicta Alexandra Blanco 2 asistencias | Santiago de Chile |  |

| 28 de octubre, 21:00                | Argentina                           | 46 - 48                             | Brasil            |  |
| Reporte                             |                                     |                                     |                   |  |
| Parciales: 9-16, 12-7, 11-12, 14-13 | Parciales: 9-16, 12-7, 11-12, 14-13 | Parciales: 9-16, 12-7, 11-12, 14-13 | Santiago de Chile |  |
| Melisa Gretter 14 puntos            | Pts                                 | Damiris Dantes Do Amaral 19 puntos  | Santiago de Chile |  |
| Diana Maria Cabrera 14 rebotes      | Rebs                                | Damiris Dantes Do Amaral 21 rebotes | Santiago de Chile |  |
| Melisa Gretter 2 asistencias        | Asists                              | Carina Dos Santos 6 asistencias     | Santiago de Chile |  |

| Brasil         |
| Campeón Brasil |
| Noveno Título  |

## Clasificación
| Posición | Equipo    |
| -------- | --------- |
| 1        | Brasil    |
| 2        | Chile     |
| 3        | Argentina |
| 4        | Ecuador   |
| 5        | Venezuela |
| 6        | Paraguay  |
| 7        | Colombia  |

## Clasificados al FIBA Americas Femenino Sub-18 2010
| Bandera de Brasil | Bandera de Chile | Bandera de Argentina |
| Brasil            | Chile            | Argentina            |
| ----------------- | ---------------- | -------------------- |